# Didelphis imperfecta
Didelphis imperfecta là một loài động vật có vú trong họ Didelphidae, bộ Didelphimorphia. Chúng được tìm thấy ở Brasil, Venezuela, Guyana, Suriname và Guyane thuộc Pháp. Loài này được Mondolfi & Pérez-Hernández mô tả năm 1984.

## Hình ảnh

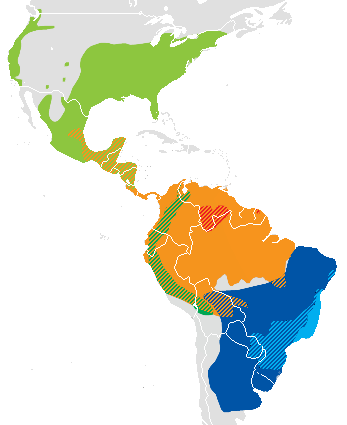